# Estola strandiella
Estola strandiella är en skalbaggsart som beskrevs av Stefan von Breuning 1942. Estola strandiella ingår i släktet Estola och familjen långhorningar.
Artens utbredningsområde är Costa Rica. Inga underarter finns listade i Catalogue of Life.